# Seznam amerických torpédoborců

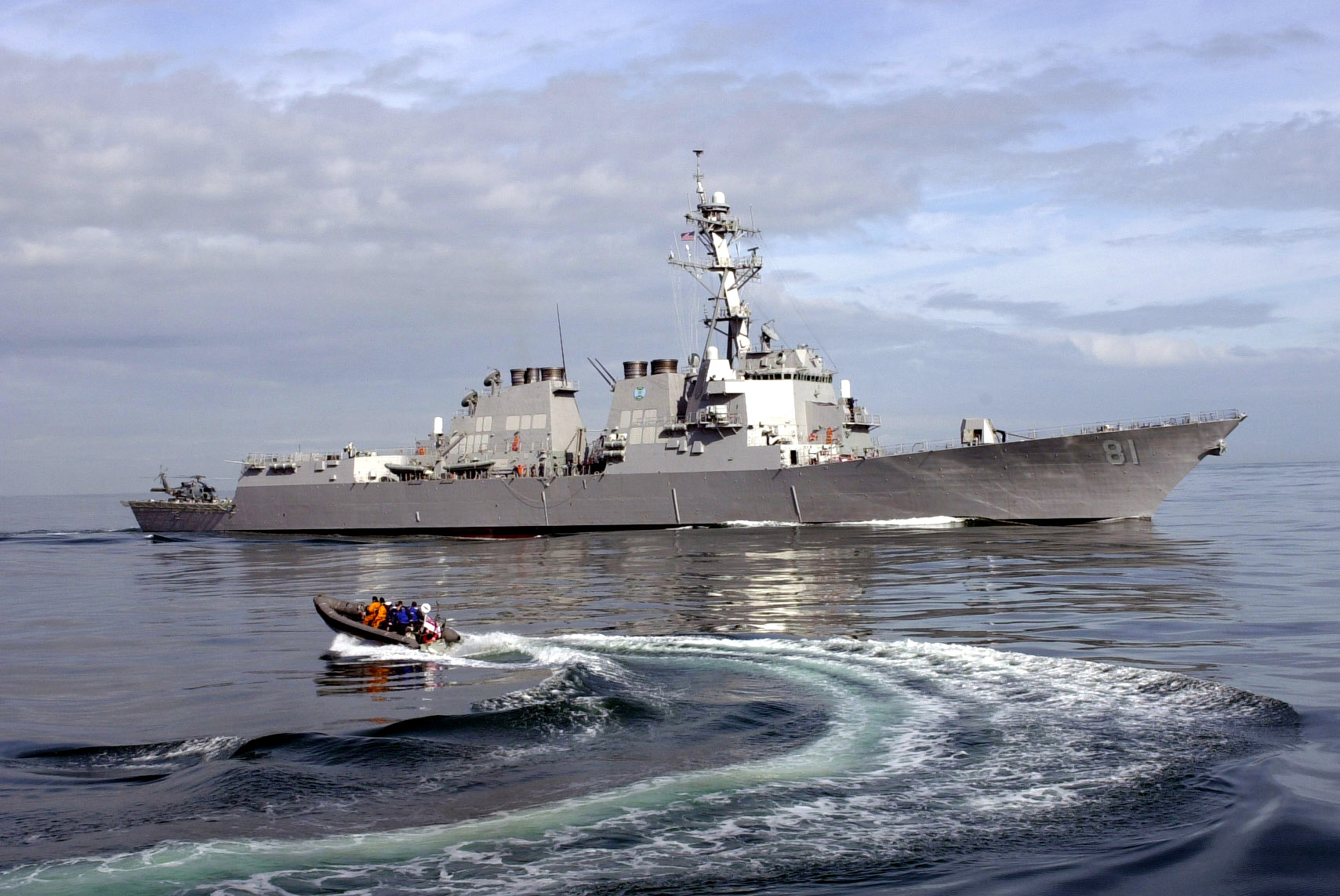
USS Winston S. Churchill

Seznam amerických torpédoborců zahrnuje torpédoborce postavené pro americké námořnictvo. Za lodě stavěné v sérii je uvedena celá třída.

## Předválečné

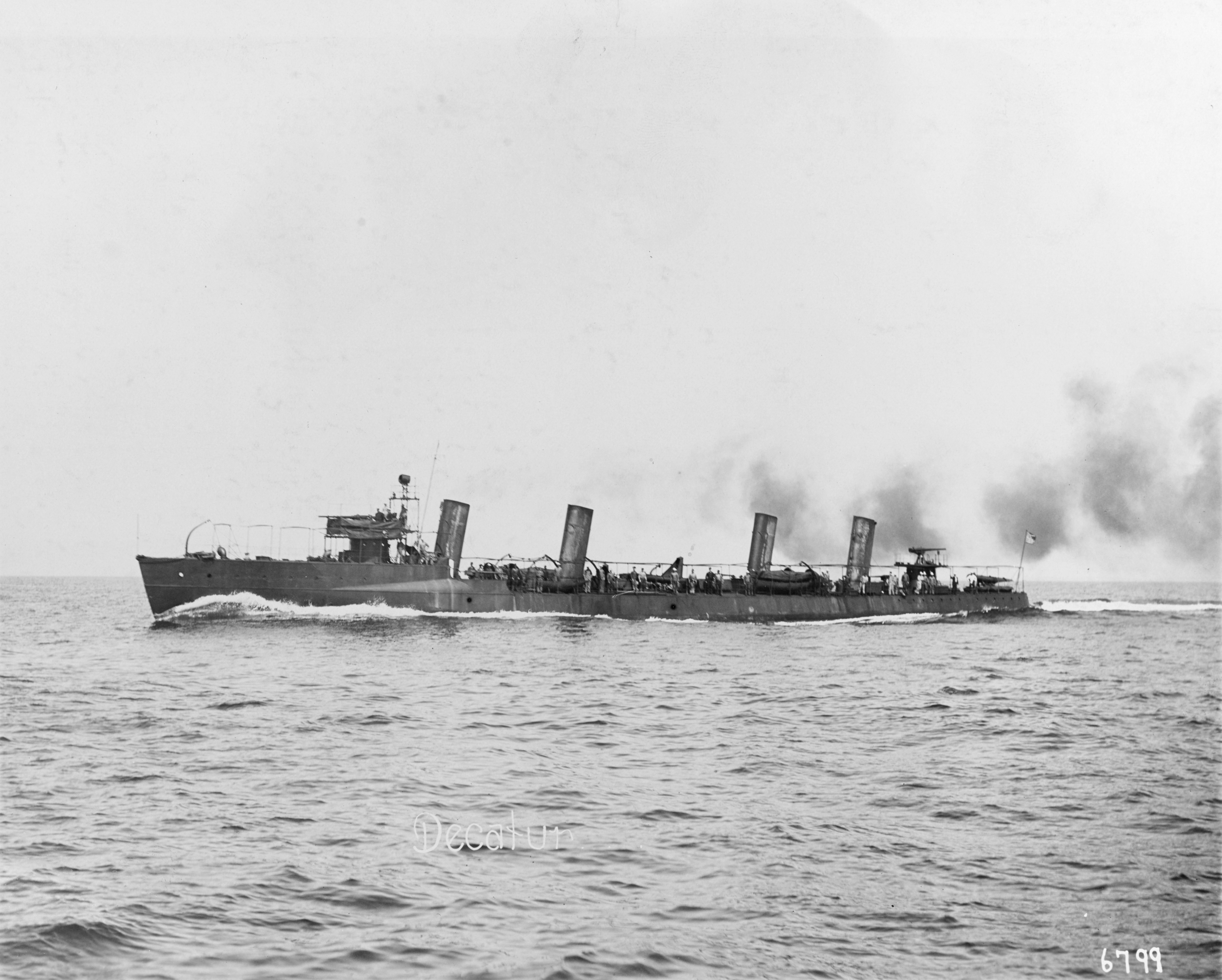
USS Decatur

- Třída Bainbridge
- Třída Truxtun
- Třída Smith
- Třída Paulding
- Třída Cassin
- Třída Aylwin
- Třída O'Brien
- Třída Tucker
- Třída Sampson

## První světová válka

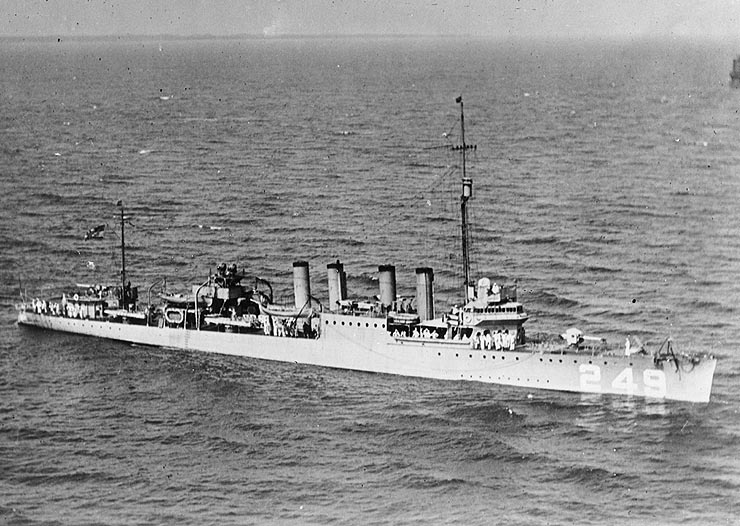
USS Hopkins

- Třída Caldwell
- Třída Wickes
- Třída Clemson

## Meziválečné

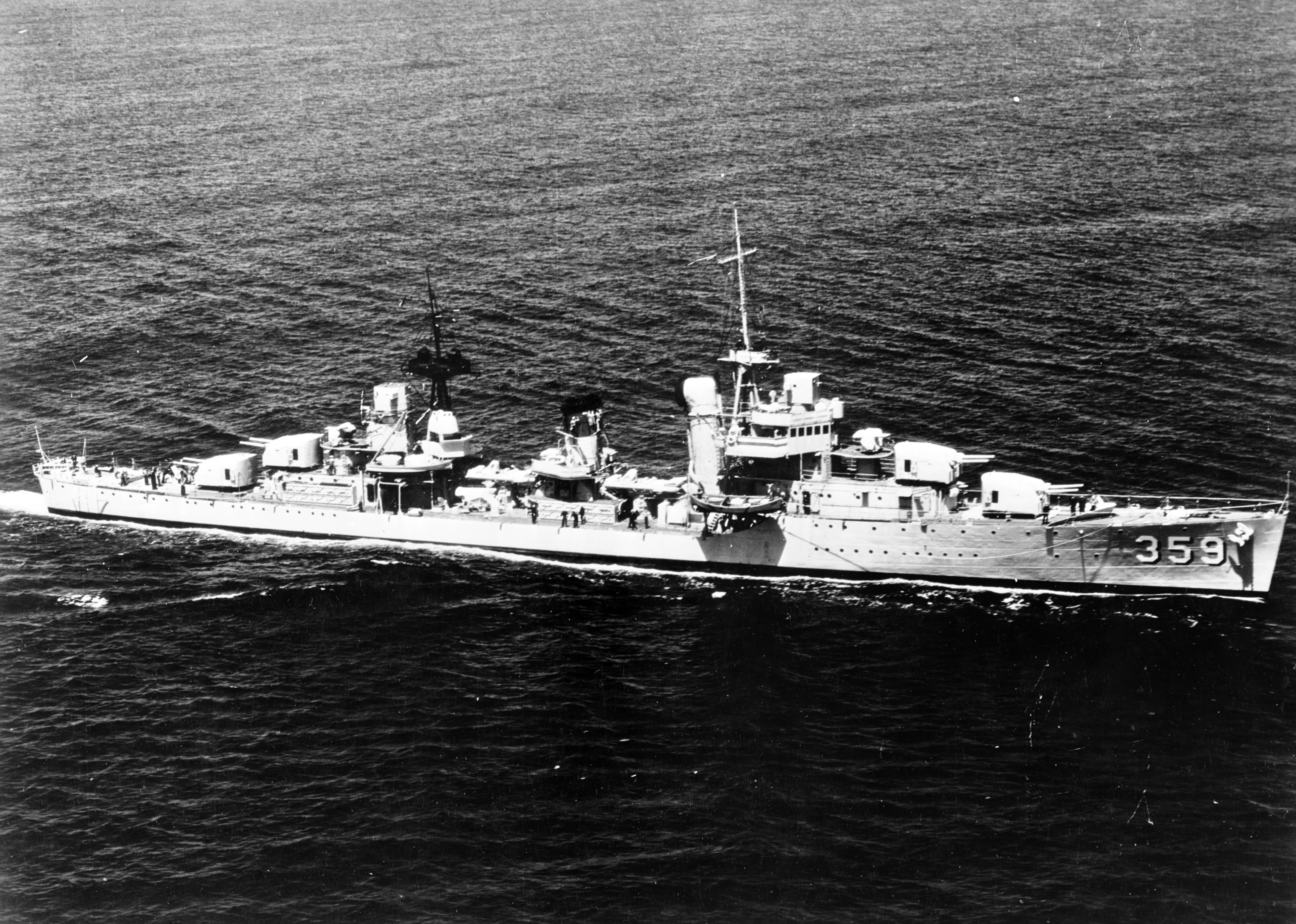
USS Winslow

- Třída Farragut
- Třída Porter
- Třída Mahan
- Třída Gridley
- Třída Bagley
- Třída Somers
- Třída Benham
- Třída Sims
- Třída Benson
- Třída Gleaves

## Druhá světová válka

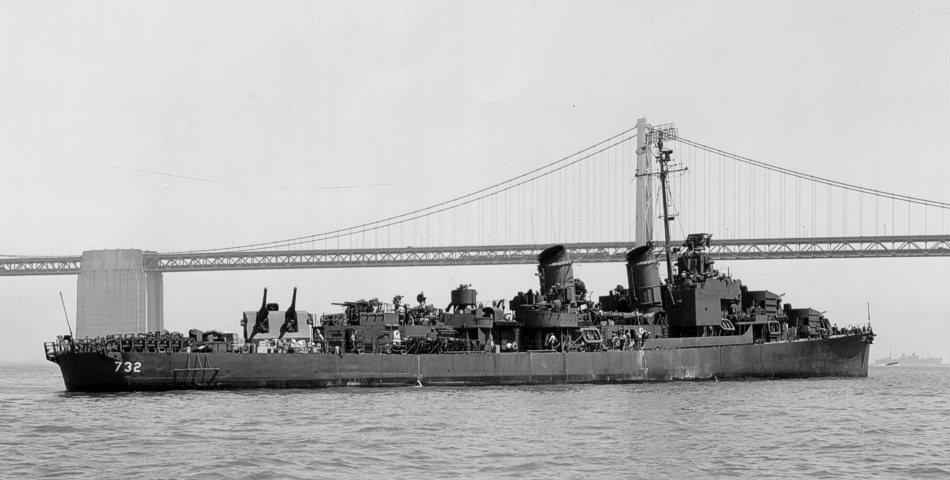
USS Hyman

- Třída Fletcher
- Třída Allen M. Sumner
- Třída Gearing

## Studená válka

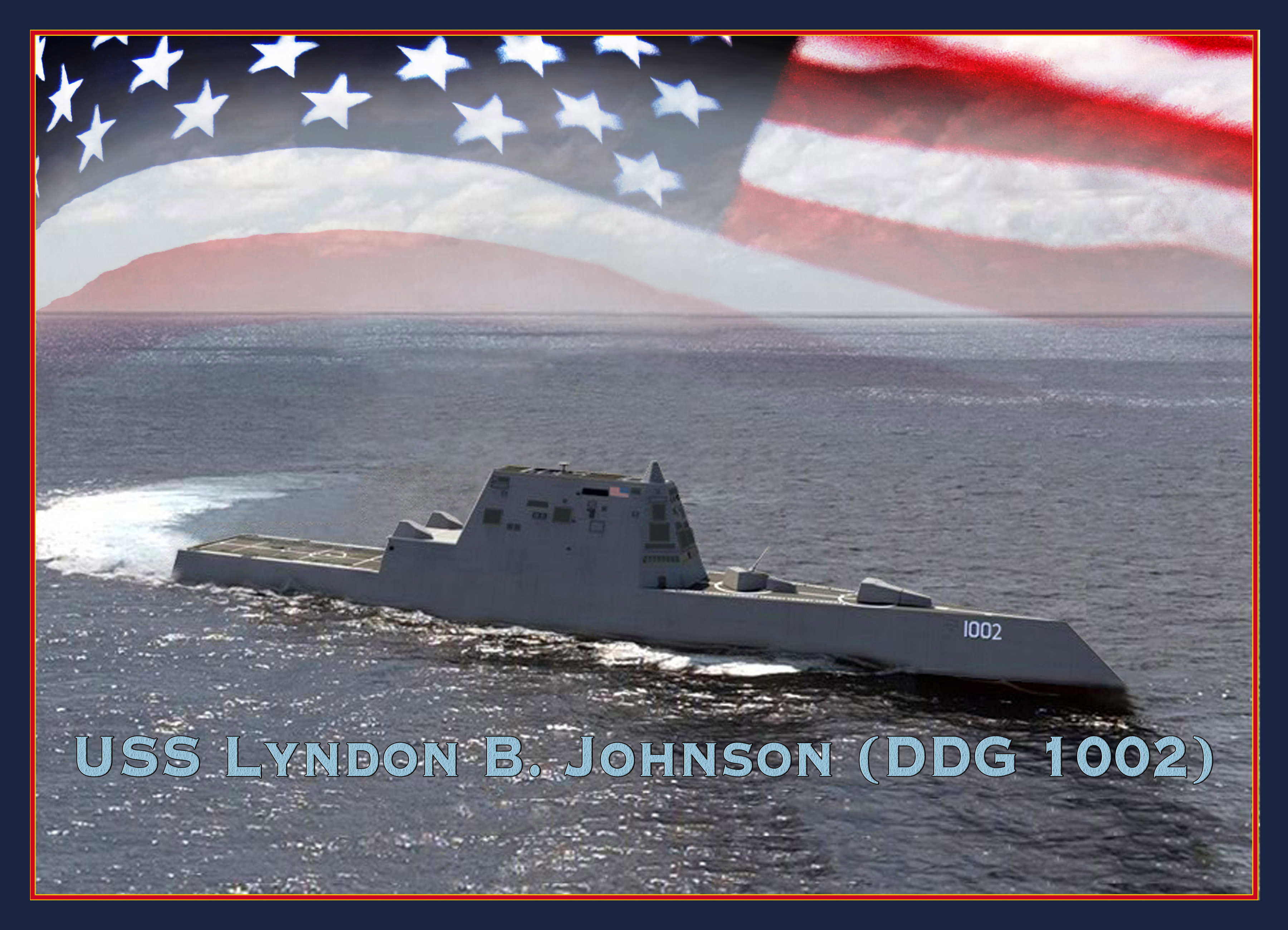
Třída Zumwalt

- USS Norfolk
- Třída Mitscher
- Třída Forrest Sherman
- Třída Farragut
- Třída Charles F. Adams
- Třída Spruance
- Třída Kidd
- Třída Arleigh Burke
- Třída Zumwalt